# یوهانس ایتن
یوهانس ایتن (۱۱ نوامبر ۱۸۸۸–۲۵ مارس ۱۹۶۷) نقاش، طراح، معلم،عارف و نظریه‌پرداز اکسپرسیونیست بود که او را در ارتباط با مدرسه باوهاوس می‌شناسند. او در کنار لیونل فاینینگر و گرهارد مارکس، تحت هدایت معمار آلمانی، والتر گروپیوس، بحشی از هسته اصلی باوهاوس وایمار را شکل می‌داد. 

## اثرگذاری
فیلم شوالیه تاریکی برمی‌خیزد از کریستوفر نولان، چندین بار به کار ایتن ارجاع می‌دهد و خود نولان از او به عنوان یک عامل اثرگذار هنری مهم برای فیلمش یاد می‌کند.

## آثار
- Itten, Johannes (1975). Design and form: the basic course at the Bauhaus. New York: Van Nostrand Reinhold. ISBN 0-500-28534-9.
- Itten, Johannes (1973). The Art of Color: the subjective experience and objective rationale of color. New York: Van Nostrand Reinhold. ISBN 0-442-24037-6.
- Itten, Johannes, and Birren, Faber (1970). The Elements of Color: A Treatise on the Color System of Johannes Itten Based on His Book The Art of Color. New York: Van Nostrand Reinhold. شابک ‎۰−۴۴۲−۲۴۰۳۸−۴

## ترجمه به فارسی
- مهمترین اثر ایتن، کتاب هنر رنگ است که به نظریه رنگ ایتن مشهور است، این کتاب را عربعلی شروه به فارسی ترجمه کرده‌است.